# Sideritis gaditana
Sideritis gaditana là một loài thực vật có hoa trong họ Hoa môi. Loài này được Rouy miêu tả khoa học đầu tiên năm 1902.